# Герб Еврейской автономной области
Герб Еврейской автономной области является официальным государственным символом Еврейской автономной области. Утверждён Правительством области законом № 18-ОЗ от 31 июля 1996 года. Автор рисунка герба Юлия Борисовна Бардыш-Косвинцева.

## Описание
Герб представляет собой геральдический французский щит (отношение ширины к высоте 8:9) аквамаринового цвета, в верхней и нижней частях которого расположены три узкие горизонтальные полоски одинаковой ширины — две белых и между ними голубая, — составляющие 1/50 высоты герба и символизирующие реки Бира и Биджан. В центре герба изображен золотой уссурийский тигр с чёрными полосами согласно натуральной окраске. Фигура тигра развернута вправо от зрителя.
Аквамариновый фон олицетворяет цвет бескрайней дальневосточной тайги, сопок, лугов области. А изображённый уссурийский тигр указывает на необычную историю и своеобразный путь развития области.
Воспроизведение герба Еврейской автономной области допускается без геральдического французского щита (в виде главной фигуры герба — уссурийского тигра).
В 2009 году герб Еврейской автономной области был помещён на реверс десятирублевой монеты, выпущенной в обращение Центробанком России по случаю 75-летия образования области.